# BO Близнецов
BO Близнецов (лат. BO Geminorum), HD 256729 — тройная звезда в созвездии Близнецов на расстоянии приблизительно 2904 световых лет (около 891 парсек) от Солнца. Видимая звёздная величина звезды — от +15,1m до +11,3m. Возраст звезды определён как около 660 млн лет.
Открыта Куно Хофмейстером в 1934 году*.
Пара первого и второго компонентов — двойная затменная переменная звезда типа Алголя (EA). Орбитальный период — около 4,0686 суток.

## Характеристики
Первый компонент — белая звезда спектрального класса A2. Масса — около 2,07 солнечной, радиус — около 2,7 солнечного, светимость — около 21,104 солнечной. Эффективная температура — около 7523 К.
Второй компонент — оранжевый субгигант спектрального класса K3IV. Масса — около 0,36 солнечной, радиус — около 3,4 солнечного, светимость — около 5,5 солнечной.
Третий компонент. Масса — не менее 4,5 солнечной*. Орбитальный период — около 65 лет*.

## Исследования
Открыта Хофмейстером в 1934 году как переменная типа Алголя. Визуальные и фотометрические элементы орбиты были определены Стефаном Пиотровский в 1939 и Луиджи Яккья в 1940 году. Многолетние визуальные наблюдения в период с 1947 по 1966 год позволили Розалии Сзафраниец построить кривую блеска звезды и показать неизменность периода. На основе наблюдений Сзафраниец в 1971 году Крейнер построил первую для BO Близнецов диаграммы O−C.
Эрдем в 2010 году проанализировал изменение периода переменности звезды. Оказалось, что оно может быть описано направленной вверх параболой, на которую накладываются синосуидальный компонент. Параболические изменения объясняются перетеканием материи с более легкой звезды на более тяжёлую. Орбитальный период звезды быстро и монотонно растёт со скоростью 0,24 секунды за год, что соответствует скорости перетекания 9,9⋅10-7M⊙ в год. Синусоидальные же изменения периода могут быть объяснены наличием в системе третьего тела. Расчёты для BO Близнецов дают для гипотетического третьего компонента орбитальный период 65 лет и разброс масс от 4,5 до 18,9M⊙. Получается, что даже минимальная масса компонента больше, чем у первых двух компонентов вместе взятых. Нормальная (невырожденная, т.е. не белый карлик, не нейтронная звезда, не чёрная дыра) звезда такой массы была бы легко обнаружена спектрографически, т.к. её вклад в общий блеск системы должен составлять 64%. Автор полагает, что для окончательного объяснения противоречия необходимы новые наблюдения и исследования.